# 브라이언 베넷
브라이언 베넷(영어: Brian Bennett, OBE, 1940년 2월 9일 ~ )은 영국의 드럼 연주자이자 작곡가, 음악 프로듀서, 음악 감독이다.
더 섀도스의 주요 구성원으로, 드럼을 맡았다.

## 서훈
- 2004년 대영 제국 훈장 4등급(OBE) 수훈[1]